# 아기 공룡 둘리 (비디오 게임)
《아기 공룡 둘리》는 1991년 다우정보시스템에서 제작해 MSX판으로 삼성겜보이(세가 게임스의 자회사이다.)로 발매한 게임이다. 횡스트롤 액션 슈팅 게임으로 둘리라는 만화를 모체로 만든 게임이며 둘리 게임중엔 2번째가 된다.스테이지는 총 8개가 있으며 전반부는 1주차(1~4스테이지)이고 후반부는 2주차(5~8)이며 2주차 스테이지는 1주차 스테이지와 동일한 배경에 난이도만 높인 반복이 된다. 스테이지를 모두 깨면 비눗방울이 엔딩곡으로 나오며 행복한 결말을 보게 된다.

## 줄거리
어느날 아기 공룡 둘리는 새로운 모험을 하게 된다. 하지만 새로이 맞닥뜨린 환경에선 수많은 적들이 도사리고 있었으며 둘리는 이에 아랑곳하지 않고 맞서 싸운다. 고길동이 훼방을 놓지만 그래도 꿋꿋이 이겨내며 마침내 둘리는 목적을 이루고 행복한 결말을 맞이한다는 내용을 게임에 담고 있다.

## 게임플레이
아기 공룡 둘리는 총 8개의 스테이지를 하게 되는데 보스전을 하려면 열쇠아이템이 필요하다. 2개의 열쇠는 적을 처치하면 얻지만 3번째 열쇠아이템은 고길동에게 가위바위보에서 이겨야 획득할 수 있다. 이렇게하여 열쇠를 총 3개 획득하면 스테이지의 보스전을 치루며 보스를 물리칠 때마다 체력게이지를 회복하고 다음 스테이지로 넘어간다. 최종 스테이지까지 적에게 공격 당하지 않는 것이 중요하며 특히 보스전은 어려운만큼 신중을 가해야 한다. 그리고 적을 처치할 때마다 나오는 아이템은 유익한게 많은만큼 아이템은 보이는 즉시에 획득해주는 것이 좋다.

## 게임 도표
아기 공룡 둘리에 관한 게임의 도표는 이렇다.
- 체력게이지:아기 공룡 둘리에 주인공인 둘리의 체력게이지를 가리킨다. 적에게 공격당하면 체력이 깎이며 체력이 다 깎이면 둘리는 죽는다. 스테이지에서 보스를 처치하거나 체력 회복 아이템으로 둘리의 체력을 회복할 수 있다.
- 둘리의 진기: 주인공이자 플레이어인 둘리에 목숨으로 게임의 플레이어수를 나타낸다. 적에게 공격을 당해 둘리가 체력이 다 깎이고 죽으면 둘리의 진기가 하나 소모되고 부활한다. 전부 소모되면 게임오버가 되고 게임을 다시 시작할지와 아니면 게임을 끝낼지를 플레이어가 결정하게 한다. 이장면이 3번 이상이 반복되면 자동으로 게임오버가 된다. 점수를 많이 획득하거나 둘리의 진기가 그려진 아이템을 획득하면 둘리의 목숨수이자 플레이어수인 둘리의 진기 개수가 늘어난다.
- STAGE(스테이지):현재 플레이어가 하고있는 스테이지를 나타낸다.
- HI-SEORE(하이-스코어):플레이어가 현재까지 얻은 최고의 점수를 나타낸다.
- SCORE(스코어):플레이어의 점수를 나타내는 도표로 적을 처치하거나 아이템을 획득하는 등으로 점수를 올릴수있다. 점수를 많이 올리면 둘리의 목숨 수이자 플레이어 수인 둘리의 진기개수가 올라간다.